# Комаровский, Дмитрий Егорович
Граф Дмитрий Егорович Комаровский (1837—1901) — русский военный деятель, генерал от инфантерии (1900) из графского рода.

## Биография
Сын действительного статского советника, графа Егора Евграфовича Комаровского (1803—1875) от его брака с Софьей Владимировной Веневитиновой (1808—1877). По отцу внук генерал-адъютанта графа Е. Ф. Комаровского; по матери племянник поэта Д. В. Веневитинова.
Службу начал в 1851 году в лейб-гвардии Измайловском полку, после был переведен в только сформированный первый Гвардейский стрелковый батальон. В 1855 году принимал участие в Крымской войне. В 1856 году произведён в прапорщики, в 1857 году в подпоручики, в 1859 году в поручики. В 1861 году после окончания Николаевской военной академии произведён в штабс-капитаны ГШ. В 1862 году в капитаны. С 1863 года участник подавления Польского мятежа. В 1866 году произведён в полковники. С 1870 года командир Новоингерманландского 10-го пехотного полка.
В 1877 году произведён в генерал-майоры с назначением командиром 2-й бригады 3-й пехотной дивизии. Участник Русско-турецкой войны, за храбрость в этой компании в 1879 году награждён Золотой георгиевской саблей. С 1889 года командир 2-й бригады 10-й пехотной дивизии.
В 1890 году произведён в генерал-лейтенанты с назначением начальником 7-й и 8-й пехотных дивизий. С 1894 года начальник 3-й гвардейской пехотной дивизии. В 1896 году награждён орденом Белого орла.
С 1897 года командир 4-го армейского корпуса. С 1899 года командир 15-го армейского корпуса. В 1900 году произведён в генералы от инфантерии.

## Семья
Жена (с 08.02.1887) — Эмилия Николаевна Мартынова (1860—23.03.1918), дочь Николая Соломоновича Мартынова, убившего на дуэли М. Ю. Лермонтова, и его жены Софьи Иосифовны Проскур-Сущанской. По словам современника, генеральша Комаровская играла видную роль в Варшаве в период губернаторства там князя А. К. Имеретинского. Овдовев, в 1911 году вышла замужем за генерал от кавалерии В. И. Гурко. Умерла в эмиграции в Париже. Дети:
- Георгий (04.05.1889—1918), родился в Варшаве, выпускник Александровского лицея (1902), служил в Государственной канцелярии, убит в 1918 году.
- Ксения (15.01.1891—1939), родилась в Варшаве, фрейлина двора (18.04.1910), замужем за Николаем Борисовичем Обуховым.